# Ljubljanski tramvaj
Ljubljanski tramvaj je bil javni tramvaj, namenjen prevozu potnikov po Ljubljani. Ljubljanski tramvaj je uradno obratoval od 6. septembra 1901 do 20. decembra 1958. V zadnjem času se pojavljajo ideje o ponovni uvedbi tramvaja, tokrat v modernejši izvedbi.

## Kratka zgodovina ljubljanskega tramvaja
Ljubljanski župan Ivan Hribar je 1. januarja 1900 napovedal, da se bo mesto zavzelo za uvedbo električnega tramvaja. Kmalu zatem so se začela prva projektna dela, gradnja remize (v Vodmatu) in prvih prog pa se je začela spomladi 1901. Poleti so opravljali prve poskusne vožnje, 6. septembra 1901 pa je tramvaj uradno začel z obratovanjem. 
Tramvajski promet je takrat potekal po treh progah s 13 tramvajskimi vozovi z lastnim pogonom, eno prikolico in delovnim vozilom. Omrežje je merilo skupno 5220 metrov in je bilo v celoti elektrificirano s sistemom enosmerne napetosti 500V. Tramvajski vozovi so imeli vozniško kabino na obeh koncih in so lahko popolnoma enakovredno vozili v obe smeri, tako da na končnih postajah ni bilo potrebno obračanje. Vozilo je lahko sprejelo okoli 30 potnikov in je dosegalo hitrosti do 30 km/h. 
Lastnik tramvaja je bilo podjetje Splošna maloželezniška družba, ki je bilo v lasti nemškega podjetja Siemens & Halske. V prvih letih obratovanja tramvaj ni prinesel želenega dobička, zato ga je v začetku tridesetih let prevzelo v ta namen ustanovljeno podjetje Cestna električna železnica v mestni lasti. V letih od 1931 do 1940 so zgradili več novih prog in podaljšali obstoječe. Kupljenih je bilo tudi 15 novih pogonskih voz, 9 tramvajev pa je bilo izdelanih v lastnih delavnicah v remizi. Slednje je načrtoval inženir Feliks Lobe.
Rezultat je bilo tramvajsko omrežje z več kot 21 kilometri skupne dolžine, s 53 pogonskimi vozovi in z 19 potniškimi prikolicami. Zgradili so tudi novo remizo v Šiški - starejši Ljubljančani stavbo in prostore današnje avtobusne garaže še vedno imenujejo Remiza ali Tramvajkomanda.
Med drugo svetovno vojno je tramvajski promet potekal brez večjih posebnosti. Vozila so bila opremljena z dvojezičnimi napisi, vozni čas je bil prilagojen policijski uri, primanjkovalo pa je rezervnih delov. Zanimivo je, da se je promet s tramvaji povečal, saj so se lahko italijanski vojaki prevažali brezplačno. Tramvajska proga do Šentvida je celo prečkala državno mejo, kjer je bil na Celovški cesti postavljen mejni blok med Italijo in Nemčijo, vendar so Nemci promet tramvajev preko meje prepovedali, tako da so bile vožnje do Šentvida ukinjene oz. skrajšane od oktobra 1941 dalje.
Po drugi svetovni vojni so poskušali obnoviti vozni park in proge, vendar pa je bil tramvaj vedno bolj nezaželen. Leta 1951 je začel obratovati trolejbus in za tramvaj je bil to začetek konca. Dne 20. decembra 1958 se je ljubljanski tramvaj odpeljal na svojo zadnjo vožnjo - njegov "pogreb" je pospremila večtisočglava množica. Tračnice so potem zelo hitro demontirali, še uporabna vozila pa so prodali v Osijek in Subotico, kjer so potem vozila še nekaj let. Že kmalu po ukinitvi tramvaja so se pojavile ideje o njegovi ponovni uvedbi, vendar pa so do danes te ideje ostale le na papirju.

### Režim obratovanja
Tramvaji so vozili po dveh objavljenih voznih redih, in sicer po zimskem in poletnem. Po slednjem voznem redu so tramvaji pričeli z obratovanjem ob 6.00, končali pa so ob 22.00, pozimi pa so tramvaji pričeli in končali z rednim obratovanjem pol ure prej. Interval ljubljanskega tramvaja je bil med 9.00 in 20.00 15-minutni, izven omenjenega časa pa so vozili v intervalu na 7,5 minute.

#### Tramvajsko omrežje leta 1905
Skupna dolžina tramvajskega omrežja: 5.220 metrov.
| številka proge | relacija                                    |
| -------------- | ------------------------------------------- |
| št. 1          | Glavna železniška postaja – Magistrat       |
| št. 2          | (Magistrat) Mestni trg – Vojna bolnica      |
| št. 3          | Magistrat (Mestni trg) – Dolenjski kolodvor |

#### Tramvajsko omrežje leta 1940
Skupna dolžina tramvajskega omrežja: 21.400 metrov
| številka proge | relacija                               |
| -------------- | -------------------------------------- |
| št. 1          | Šentvid – Ajdovščina – Splošna bolnica |
| št. 2          | Vič – Ajdovščina – Sveti Križ (Žale)   |
| št. 3          | Magistrat – Rakovnik                   |
| št. 4          | Glavna pošta – Sveti Križ (Žale)       |

## Načrt ponovne uvedbe tramvaja (cestne železnice)
Po novem Prostorskem načrtu MOL (2008), kjer je opredeljeno urejanje prostora do leta 2025, naj bi bil v prihodnosti tramvaj (cestna železnica) primarni nosilec mestnega javnega prometa v Ljubljani.
Hrbtenica zasnove so glavne mestne vpadnice Celovška, Dunajska, Šmartinska, Zaloška, Barjanska in Tržaška cesta, ki se združujejo v mestnem središču.
Celoten projekt naj bi stal okoli 2 milijardi evrov.